# 33898 Kendra
33898 Kendra è un asteroide della fascia principale. Scoperto nel 2000, presenta un'orbita caratterizzata da un semiasse maggiore pari a 2,6363057 au e da un'eccentricità di 0,1480853, inclinata di 2,26881° rispetto all'eclittica.